# Rogue (videohra)
Rogue (celým názvem Rogue: Exploring the Dungeons of Doom) je videohra z roku 1980. Je původcem žánru roguelike a obsahuje prvky, které se používají ve hrách dodnes.

## Hratelnost
Hra má jednoduché ACII rozhraní, tedy znaky reprezentující jednotlivé prvky (@ je postava, D je dragon, % jsou schody apod.) a ovládá se pomocí krátkých příkazů. Příkazy fungují jako jednotlivé tahy, tento systém se odkazuje na hry jako Dungeons & Dragons.
Hra používá procedurálně generované urovně, to znamená, že mapa hry je pokaždé unikátní. Rogue byla v tomto aspektu první svého druhu a je tak velkým skokem od předchozích adventure her, kdy po dohrání hra ztrácí element překvapení. Zároveň se level po opuštění postavou smaže a šetří se tím paměť.
Permadeath znamená, že když hráčova postava zemře, smaže se veškerý postup a hráč musí začít znovu od začátku. Tím chtěl Michael Toy docílit toho, že se nelze jen naučit správný postup, ale hráč musí aktivně reagovat na situaci a každé jeho rozhodnutí má trvalé následky. Původně byla hra plánována bez možnosti uložení, na žádost playtesterů byla ale přidána možnost hru ukládat. Kvůli častým podvodům byla ale tato funkce pozměněna tak, aby se při načtení hry uložená pozice smazala.

## Příběh
Hra vychází z principů her na hrdiny, hlavní postava má za úkol sestoupit do Dunegons of Doom (slují zkázy), nalézt amulet Yendoru a dostat se skrze místnosti, pasti a příšery zase ven.

## Vývoj
Na vývoji hry se jako první podíleli studenti Kalifornské univerzity v Santa Cruz Michael Toy a Glenn Wichman, kteří experimentovali se systémem tzv. curses, tedy umisťování znaků na určité místo na obrazovce. Inspiraci brali ve hře Adventure a rozhodli se vytvořit hru, která by byla znovuhratelná. Docílili toho pomocí pseudonáhodného generátoru – mapa hry je pokaždé jiná. Dále se k vývoji připojil Ken Arnold a hra vyšla pomocí UC Berkley na BDS Unix instalaci 4.2. V následujících třech letech se stala nejpopulárnější hrou na univerzitních počítačích, převážně kvůli své dostupnosti zdarma a jedinečnosti.

## Odkaz
Jako reakci na hru vytvořili studenti Andrew Appel, Leonard Harney, Guy Jacobson a Michael Loren Mauldin program Rog-O-Matic, který dokázal hru hrát stejně dobře jako její nejlepší hráči.
Hra dala za vznik množství následovníků, například brzy po jejím úspěchu vyšla hra Moria, inspirovaná světem J. R. R. Tolkiena. Roguelike nyní funguje jako samostatný žánr a prvky, se kterými byla Rogue první, se ve hrách objevují dodnes. Náhodné generování se objevuje ve známé hře Diablo a systém trvalých následků se objevuje ve hře Hades.